# Mas de Sant Llàtzer
El mas de Sant Llàtzer està situat als afores de la vila de Peralada, vers el sud-oest, a la vora de la carretera de Vilanova de la Muga i Castelló d'Empúries. Una de les dependències auxiliars d'aquest mas aprofita l'estructura d'una antiga església preromànica. Segons els historiadors el primer convent del Carme es trobava extramurs de la població i molt a prop d'aquest mas de Sant Llàtzer. No fou fins a finals del segle xiii que els frares carmelites fundaren el convent que es conserva en l'actualitat, dins la vila.
Les restes de l'església de Sant Llàtzer són molt anteriors a la fundació carmelitana. Hom creu que es podria tractar d'un monestir visigòtic. Actualment l'edifici serveix de magatzem del mas que té al costat. És una construcció preromànica (s. VIII-IX), segurament d'una sola nau i absis traperial. Alguns murs conserven «opus spicatum» ben marcat.